# Sági út
A Sági út (románul: Calea Șagului, korábban Hunyadi út) Temesvár egyik útja. A Belváros felől nézve az 1989. december 16. sugárút (Bulevardul 16 Decembrie 1989, korábban szintén Hunyadi út) folytatásának tekinthető; ez a két út választja el egymástól Józsefváros és Erzsébetváros városrészeket.
Része a DN59-es főútnak és az E70 európai útnak. Külső szakaszán, a Piața Veteranilor és a Shopping City Timișoara bevásárlóközpont között 2020 óta villamos jár.

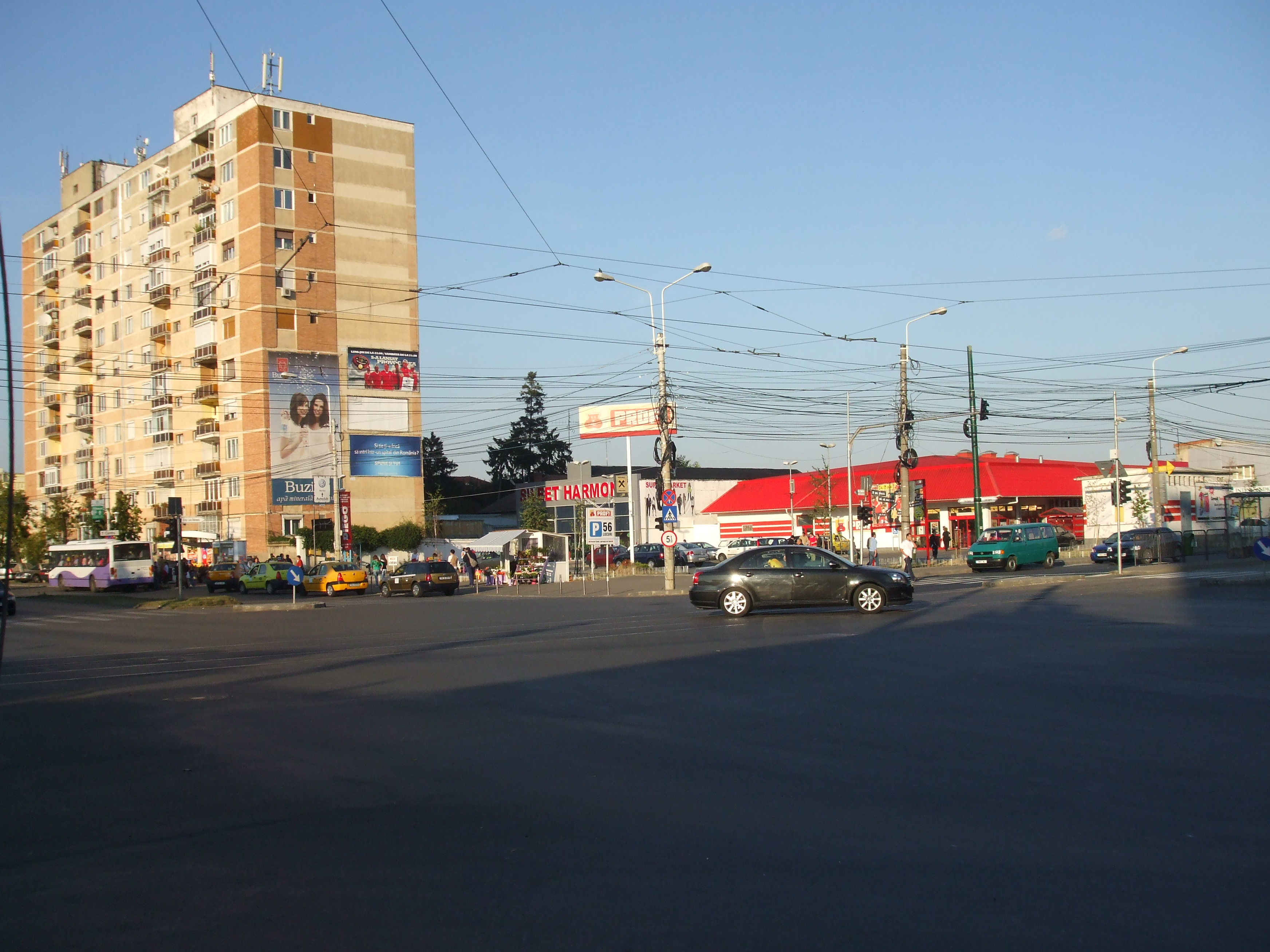
A Sági út és Liviu Rebreanu út kereszteződése

Környezetében 1960 után nagy paneles lakótelepek épültek a Moldvából, Olténiából betelepülő tömegeknek: a róla elnevezett Sági úti negyed (Calea Șagului), a Dâmboviţa és a Steaua negyedekben összesen 12 582 lakás készült 44 000 ember számára.
Mellette fekszik a Józsefvárosi temető, más néven Sági úti temető. Itt, a Féger-kápolna közelében található Sailer Antal síremléke, Székely László főépítész sírja, és az 1848-as honvéd emlékmű.
A Temesvár–Alsósztamora-Temesmóra-vasútvonal felett átvezető felüljárója 1974–1975-ben épült.
Vasúton túli részén számos nagyáruház létesült (Metro 1998, Praktiker, Jysk, Real 2007 – ma Auchan), 2015-ben pedig megkezdték a Shopping City Timișoara bevásárlóközpont építését.